# Megastomatohyla mixomaculata
Espèce
Synonymes
- Hyla mixomaculata Taylor, 1950

Statut de conservation UICN

 EN B1ab(iii) : En danger
Megastomatohyla mixomaculata est une espèce d'amphibiens de la famille des Hylidae.

## Répartition
Cette espèce est endémique du centre de l'État de Veracruz au Mexique. Elle se rencontre entre 900 et 1 500 m d'altitude aux environs de Cossomatepec,.

## Publication originale
- Taylor, 1950 : A New Bromeliad Frog from the Mexican State of Veracruz. Copeia, vol. 1950, no 4, p. 274-276.